# 왕장전
왕장전(王将戦)은 스포츠 닛폰 신문사와 마이니치 신문사 주최의 쇼기 기전으로, 1950년에 일반기전으로서 창설되어, 이듬해 1951년에 타이틀전으로 승격되었다. 도전기 형식의 타이틀전(용왕전, 명인전, 왕위전, 왕좌전, 기왕전, 예왕전, 왕장전, 기성전) 중 하나로 기전서열은 7위이다. 2019년 제69기는 외식 체인 "오사카 왕장"을 운영하는 (주)이트앤드에서 창업 50주년을 기념해 특별협찬, 제69기에 한해 기전의 정식 명칭을 오사카왕장배 왕장전으로 개최하였다.

## 방식
1차예선, 2차예선, 도전자결정리그를 통해 도전자를 결정한다. 도전자는 1월~3월에 걸쳐서 왕장과 7번기를 두어 먼저 4승을 하는 자가 차기 왕장이 된다.

### 1차예선
본선 시드 및 2차예선 시드자를 제외한 나머지 기사 전원에 의한 단판 싱글엘리미네이션 토너먼트로 진행된다. 통과자 수는 2차예선 시드자의 수에 따라 변동된다. 타이틀전 중 유일하게 여류기사나 아마추어 등의 참가 없이 프로기사 만으로 진행된다. 제한시간은 3시간이다.

### 2차예선
2차예선 시드자 및 1차예선 통과자 18명이 6명씩 3조로 나뉘어, 단판 싱글엘리미네이션 토너먼트 방식으로 본선 진출자를 선발한다. 제한시간은 3시간이다. 2차예선 시드 조건은 다음과 같다.
- 전기 리그 탈락자
- 타이틀 보유자
- 순위전 A급 소속
- 영세칭호자(자격 보유자가 아니라 현역 중에 칭호를 실제로 부여받은 경우에 한함)

### 도전자결정리그
전기 시드 4명 및 예선통과자 3명이 풀리그 방식으로 도전자를 결정한다. 시드자는 전년도 리그 성적에 따라 시드번호 1위부터 4위까지를 받고, 예선통과자 3명은 시드순위 5위로 간주한다. 동률 1위 발생시에는 3명 이상 동률인 경우에도 시드 순위 순으로 상위 2명 만이 플레이오프에 진출한다. 성적 상위자 4명은 차기 리그 시드를 부여받고, 예선통과자끼리 4위에서 동률이 된 경우에는 플레이오프를 통해 잔류자를 결정한다.

## 치수 고치기
타이틀전 중 유일하게 치수 고치기 제도가 존재한다. 최초의 제도는, 승패 차이가 3판 이상으로 벌어진 경우에는 그 시점에서 시리즈의 승패가 결정된 것으로 하고, 반 향차 접히기(향차를 접히는 대국과 접히지 않고 두는 대국을 한 판씩 번갈아 두는 것)로 치수를 고쳐서 7국까지를 두는 것이었다. 이 제도에 의해 자칫 잘못하면 쇼기계의 정점인 명인이 향차를 접히고 두는 사태가 발생할 수도 있게 되었고, 이것은 라이벌 신문사가 주최하는 명인전의 권위를 실추시키기 위한 의도가 담긴 제도라고 생각한 마스다 코조 등이 신중론을 펼쳤으나, 결국은 스폰서의 의향대로 치수 고치기 제도를 시행하게 된다. 이 과정에서 당시 명인이던 키무라 요시오가 "명인이 치수 고침을 당하는 일이 발생할 리가 없다"고 발언한 것이 영향을 미친 것으로 전해진다. 공교롭게도 1951년 제1기 왕장전 7번기에서 실제로 마스다 8단(당시)이 키무라 명인을 상대로 시리즈 전적 4대1로 앞서, 제6국에서 명인이 향차를 접히게 되는 것이 결정된다. 그러나 제6국이 예정되었던 여관 모토유 진야(元湯・陣屋)에서 마스다 8단이, 여관측의 접객이 무례했음을 구실로 대국을 거부한, 소위 "진야 사건"이 발생하여 대국이 취소되고 명인이 실제로 향차를 접히는 일은 실현되지 않고 넘어가게 된다. 

제5기에는 마스다 도전자가 오오야마 왕장에게 3연승으로 왕장위를 탈취하는데, 오오야마는 당시 명인 타이틀도 보유하고 있었기 때문에 다시금 마스다가 명인을 상대로 향차를 접어야 하는 상황이 발생한다. 마스다는 14세에 쇼기 기사가 되기 위해 집을 몰래 떠나면서 "명인을 상대로 향차를 접고 이기기 위해 떠난다"는 글을 남긴 바 있는데, 이번에는 대국을 거부하지 않은 마스다가 제4국에서도 승리함으로써 그 말이 현실로 이루어지게 된다. 맞쇼기로 치러진 제5국까지 승리한 마스다는, 다시금 향차를 접어야 하는 제6국에서는 본인의 건강 악화를 이유로 기권하여 시리즈는 5승0패로 종료된다.

1959년 제9기부터는 향차 접쇼기는 한 판만 두는 것으로 변경되고, 1965년 제15기부터는 승패가 3판이 아니라 4판 벌어졌을 경우에 치수를 고치는 것으로 변경된다. 또한 어느 한 쪽이 4승을 한 시점에서 시리즈가 종결되는 것으로 제도가 변경되었기 때문에 사실상 치수 고치기 제도는 완전히 사문화된다. 그러나 원칙적으로 규정 자체는 현재에도 남아있어서, 실제로 향차 접쇼기가 두어지는 일은 없지만 시리즈가 4대0으로 끝났을 경우 공식 기록에는 치수가 변경된 것으로 기록된다.

## 역대 결승 전적
전적은 우승자 기준으로 O = 승, X = 패, 千 = 천일수, 持 = 지쇼기를 나타낸다.
＊은 치수고침을 의미한다.
| 회 | 연도 | 우승자            | 전적          | 준우승자          | 비고 |
| -- | ---- | ----------------- | ------------- | ----------------- | --- |
| 1  | 1950 | 키무라 요시오     | OXOOXO        | 마루타 유조       | |
| 기 | 연도 | 우승자            | 전적          | 준우승자          | 비고 |
| 1  | 1951 | 마스다 코조       | OOXOO＊■O     | 키무라 요시오     | 제6국은 진야 사건으로 마스다의 부전패                                                                                       |
| 2  | 1952 | 오오야마 야스하루 | OXXOXOO       | 마루타 유조       | 마스다 왕장과 오오야마 명인이 피도전자 결정전 3번기를 두는 제도가 시행되어 2대1로 승리한 오오야마가 마루타의 도전을 받게 됨 |
| 3  | 1953 | 오오야마 야스하루 | OOX千OXO      | 마스다 코조       | |
| 4  | 1954 | 오오야마 야스하루 | O千X千OOO＊OX | 마츠다 시게유키   | |
| 5  | 1955 | 마스다 코조       | OOO＊OO       | 오오야마 야스하루 | "명인에게 향차를 떼고 승리"가 실현                                                                                          |
| 6  | 1956 | 마스다 코조       | 千OOXXO千OX   | 오오야마 야스하루 | |
| 7  | 1957 | 오오야마 야스하루 | XXOOXOO       | 마스다 코조       | |
| 8  | 1958 | 오오야마 야스하루 | OOO＊XOXO     | 타카시마 카즈키요 | |
| 9  | 1959 | 오오야마 야스하루 | OXO千OXO      | 후타카미 타츠야   | |
| 10 | 1960 | 오오야마 야스하루 | XXOOOO        | 후타카미 타츠야   | |
| 11 | 1961 | 오오야마 야스하루 | OOO＊O        | 카토 히후미       | |
| 12 | 1962 | 후타카미 타츠야   | XOOOXO        | 오오야마 야스하루 | |
| 13 | 1963 | 오오야마 야스하루 | OOO＊O        | 후타카미 타츠야   | |
| 14 | 1964 | 오오야마 야스하루 | OOXOO＊       | 카토 히로지       | 오오야마 영세 왕장 자격 획득                                                                                                |
| 15 | 1965 | 오오야마 야스하루 | XOXXOOO       | 야마다 미치요시   | |
| 16 | 1966 | 오오야마 야스하루 | OOXOO         | 카토 히후미       | |
| 17 | 1967 | 오오야마 야스하루 | OOXOXO        | 카토 히후미       | |
| 18 | 1968 | 오오야마 야스하루 | OOOO＊        | 나이토 쿠니오     | |
| 19 | 1969 | 오오야마 야스하루 | OXOOO         | 후타카미 타츠야   | |
| 20 | 1970 | 오오야마 야스하루 | OXXOXOO       | 나카하라 마코토   | |
| 21 | 1971 | 오오야마 야스하루 | XOOOXXO       | 아리요시 미치오   | |
| 22 | 1972 | 나카하라 마코토   | OOOO＊        | 오오야마 야스하루 | |
| 23 | 1973 | 나카하라 마코토   | OXXOOO        | 요네나가 쿠니오   | |
| 24 | 1974 | 나카하라 마코토   | OXOOXXO       | 요네나가 쿠니오   | |
| 25 | 1975 | 나카하라 마코토   | OOXOO         | 아리요시 미치오   | |
| 26 | 1976 | 나카하라 마코토   | OXXOOO        | 오오야마 야스하루 | |
| 27 | 1977 | 나카하라 마코토   | OXOXO千O      | 아리요시 미치오   | |
| 28 | 1978 | 카토 히후미       | XOOOO         | 나카하라 마코토   | |
| 29 | 1979 | 오오야마 야스하루 | OOXOXO        | 카토 히후미       | |
| 30 | 1980 | 오오야마 야스하루 | XOOOO         | 요네나가 쿠니오   | |
| 31 | 1981 | 오오야마 야스하루 | XOXXO千OO     | 나카하라 마코토   | |
| 32 | 1982 | 요네나가 쿠니오   | XOOOO         | 오오야마 야스하루 | |
| 33 | 1983 | 요네나가 쿠니오   | OOXOO         | 모리 케이지       | |
| 34 | 1984 | 나카하라 마코토   | OXOOO         | 요네나가 쿠니오   | |
| 35 | 1985 | 나카무라 오사무   | OO千OXXO      | 나카하라 마코토   | |
| 36 | 1986 | 나카무라 오사무   | XOOXOO        | 나카하라 마코토   | |
| 37 | 1987 | 미나미 요시카즈   | OXOXXOO       | 나카무라 오사무   | |
| 38 | 1988 | 미나미 요시카즈   | OOOO＊        | 시마 아키라       | |
| 39 | 1989 | 요네나가 쿠니오   | OXXXOOO       | 미나미 요시카즈   | |
| 40 | 1990 | 미나미 요시카즈   | XOXOOO        | 요네나가 쿠니오   | |
| 41 | 1991 | 타니가와 코지     | XOOOO         | 미나미 요시카즈   | |
| 42 | 1992 | 타니가와 코지     | OOOO＊        | 무라야마 사토시   | |
| 43 | 1993 | 타니가와 코지     | OOXOXO        | 나카하라 마코토   | |
| 44 | 1994 | 타니가와 코지     | OOXXOX千O     | 하부 요시하루     | |
| 45 | 1995 | 하부 요시하루     | OOOO＊        | 타니가와 코지     | 하부 전관왕 달성 |
| 46 | 1996 | 하부 요시하루     | OOOO＊        | 타니가와 코지     | |
| 47 | 1997 | 하부 요시하루     | OOXOO         | 사토 야스미츠     | |
| 48 | 1998 | 하부 요시하루     | XOOOO         | 모리시타 타쿠     | |
| 49 | 1999 | 하부 요시하루     | OOOO＊        | 사토 야스미츠     | |
| 50 | 2000 | 하부 요시하루     | OXOOO         | 타니가와 코지     | |
| 51 | 2001 | 사토 야스미츠     | OOXOXO        | 하부 요시하루     | |
| 52 | 2002 | 하부 요시하루     | OOOO＊        | 사토 야스미츠     | |
| 53 | 2003 | 모리우치 토시유키 | O千XOOXO      | 하부 요시하루     | |
| 54 | 2004 | 하부 요시하루     | OOOO＊        | 모리우치 토시유키 | |
| 55 | 2005 | 하부 요시하루     | OOOXXXO       | 사토 야스미츠     | |
| 56 | 2006 | 하부 요시하루     | 千XOOOX千XO   | 사토 야스미츠     | 하부 영세 왕장 자격 획득 |
| 57 | 2007 | 하부 요시하루     | OOXOO         | 쿠보 토시아키     | |
| 58 | 2008 | 하부 요시하루     | OXXOXOO       | 후카우라 코이치   | |
| 59 | 2009 | 쿠보 토시아키     | OXOOXO        | 하부 요시하루     | |
| 60 | 2010 | 쿠보 토시아키     | OXOOXO        | 토요시마 마사유키 | |
| 61 | 2011 | 사토 야스미츠     | OOOXO         | 쿠보 토시아키     | |
| 62 | 2012 | 와타나베 아키라   | OOXOO         | 사토 야스미츠     | |
| 63 | 2013 | 와타나베 아키라   | OOXXOXO       | 하부 요시하루     | |
| 64 | 2014 | 고다 마사타카     | XXOOXOO       | 와타나베 아키라   | |
| 65 | 2015 | 고다 마사타카     | OXXOOO        | 하부 요시하루     | |
| 66 | 2016 | 쿠보 토시아키     | OOOXXO        | 고다 마사타카     | |
| 67 | 2017 | 쿠보 토시아키     | XOOOXO        | 토요시마 마사유키 | |
| 68 | 2018 | 와타나베 아키라   | OOOO＊        | 쿠보 토시아키     | |
| 69 | 2019 | 와타나베 아키라   | OXOXXOO       | 히로세 아키히토   | |
| 70 | 2020 | 와타나베 아키라   | OOOXX千O      | 히로세 아키히토   | |